# Гентриаконтан

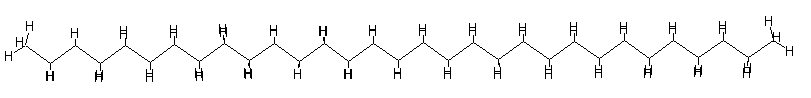

Гентриаконтан — органическое химическое вещество класса алканов. Содержит 31 атом углерода в молекуле.

## Свойства
Гентриаконтан характеризуется теми же физическими и химическими свойствами, что и большинство твердых алканов.
Это бесцветное кристаллическое вещество (при ст. усл.), химически неактивное, неполярное. Нерастворимо в воде, мало растворяется в этаноле и диэтиловом эфире. Создаёт слабые межмолекулярные гидрофобные и Ван-дер-Ваальсовы связи. 
Горит при поджигании с фитилем, сгорая до воды и углекислого газа.
В промышленности подвергается пиролизу до смеси более низкомолекулярных алканов и алкенов.

## Изомерия
Для данной брутто-формулы теоретически могут существовать 10 660 307 791 структурных изомеров (без учета оптических). Большая часть этих изомеров не может быть получена из-за пространственных ограничений.

## Применение
Гентриаконтан, как самостоятельное вещество, мало используется в химической промышленности. Обычно входит в состав парафина.